# Frederik van Hallum

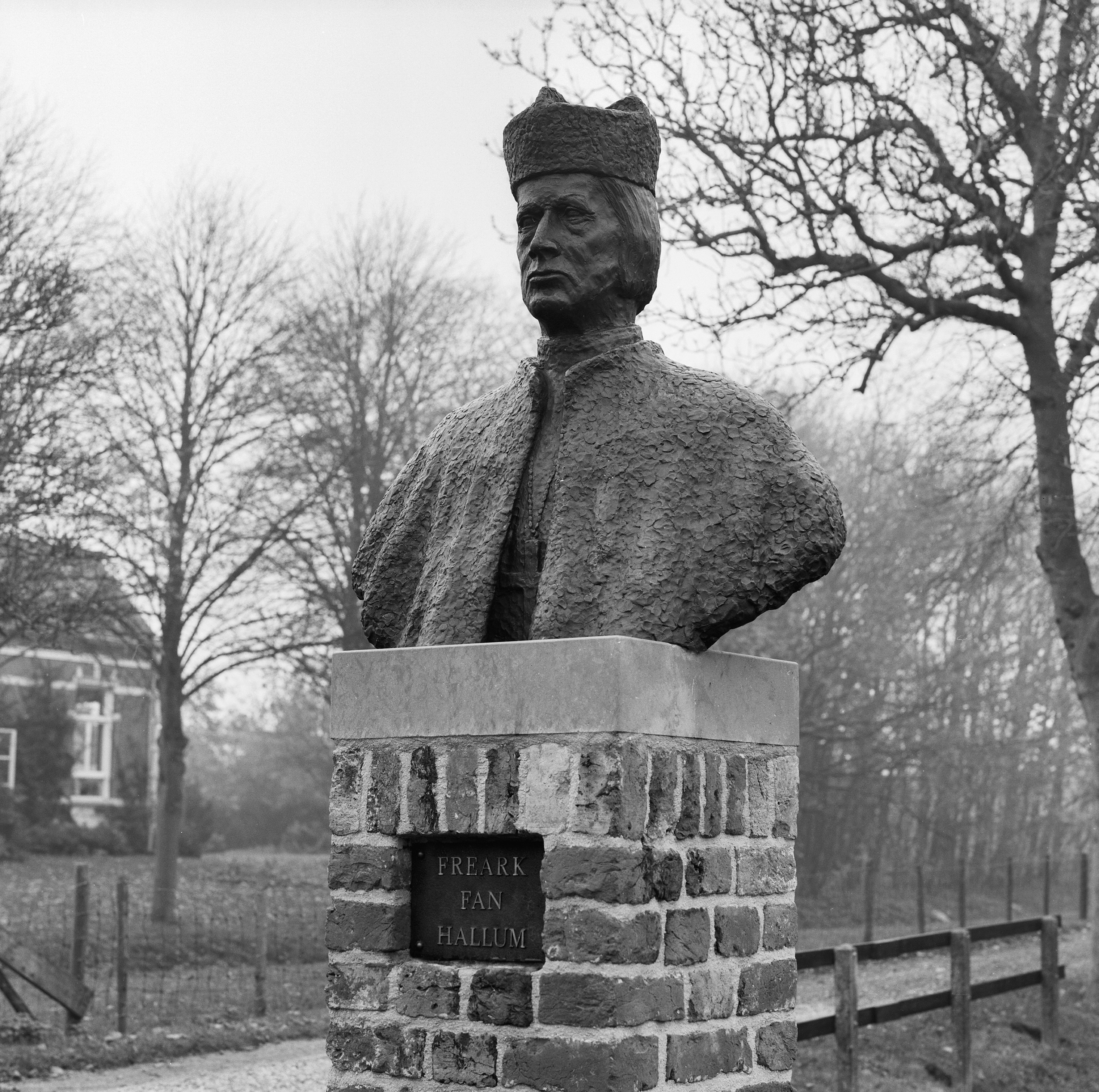
Beeld van Frederik van Hallum in Hallum.

Frederik van Hallum (ook: Fredericus van Hallum) (Hallum, circa 1125 - 3 maart 1175) was een Nederlands zalige, stichter en abt van de premonstratenzerabdij Mariëngaarde te Hallum in Friesland. 

## Levensloop
Frederik werd geboren te Hallum. Na studies aan de Domschool te Münster werd hij pastoor in zijn geboorteplaats. Hij muntte uit door een grote zielenijver en leidde een leven van strenge boetvaardigheid. Na de dood van zijn moeder trad hij in de orde der premonstratenzers en stichtte de abdij Mariëngaarde, welke onder zijn leiding tot grote bloei kwam. Daarnaast oefende hij een gunstige invloed op zijn omgeving uit. Hij bracht de edelen ertoe hun twisten te beslechten en toonde zich een vader voor armen en ongelukkigen. Hij stierf in het jaar 1175.

## Verering
Na zijn dood traden er vele wonderen op. De relieken van Frederik van Hallum rusten sinds de Reformatie in de abdijkerk van Bonne-Espérance nabij Vellereille-les-Brayeux in het Waalse Henegouwen. Zijn gedenkdag is op 3 maart en vormt een gedachtenis op de kalender van het bisdom Groningen-Leeuwarden. De status van Frederik als zalige werd in 1728 formeel bekrachtigd.